# Wargentinhuset

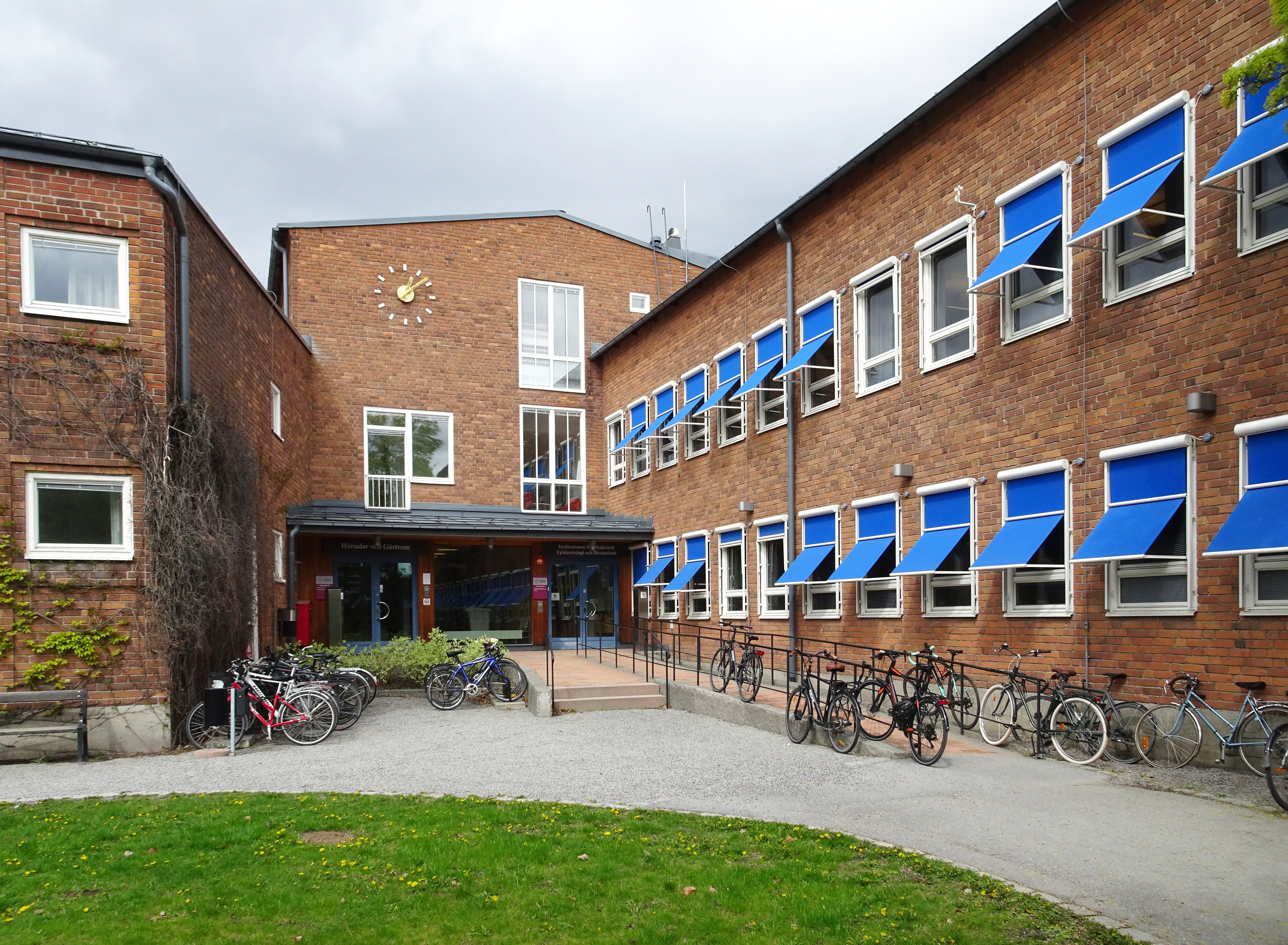
Wargentinhusets huvudingång, maj 2019.

Wargentinhuset kallas en byggnad på Campus Solna vid Nobels väg 12 i Solna kommun. Huset har sitt namn efter Pehr Wargentin som var en svensk astronom och statistiker. Byggnaden ritades av arkitekt Ture Ryberg och ägs av Akademiska Hus.

## Beskrivning
Wargentinhuset är en före detta laboratoriebyggnad som ursprungligen uppfördes 1945–1946 efter ritningar av arkitekt Ture Ryberg som stod för flera byggnader på Karolinska Institutets (KI) område i Solna. Huset har de för området typiska tegelröda fasaderna och tillhör de äldsta som Ryberg ritade för KI. Byggnaden har tidigare inrymt Anatomiska och Histologiska Institutionen och kallades då ”Anatomen”. 
År 2003 utfördes en större om- och tillbyggnad av fastigheten mot norr under ledning av Ahlsénarkitekterna. Mellan 2017 och 2018 gjordes ytterligare en om- och tillbyggnad. Då tillkom forskningslokaler med elektronmikroskop, laboratorier och kontor för KI. Idag består anläggningen av sex husdelar benämnda 1-3 och 5-7. En tidigare husdel 4 revs. Bland hyresgästerna märks KI:s ”Institutionen för medicinsk epidemiologi och biostatistik” (MEB).
- Husdel 1: fem plan med bland annat kontor, pausrum, mötesrum och laboratorier.
- Husdel 2: tre plan med bland annat kontor och konferensrum samt huvudentrén.
- Husdel 3: tre plan med bland annat två hörsalar kallade ”Atrium” och ”Petrén” för 54 respektive 90 personer.
- Husdel 4: riven.
- Husdel 5: fem plan med kontor och konferensrum.
- Husdel 6: tre plan med övervägande kontor och ett konferensrum kallat ”Wargentin” med plats för 40 personer.
- Husdel 7: två plan med en inglasad ljusgård på plan 2.

## Bilder

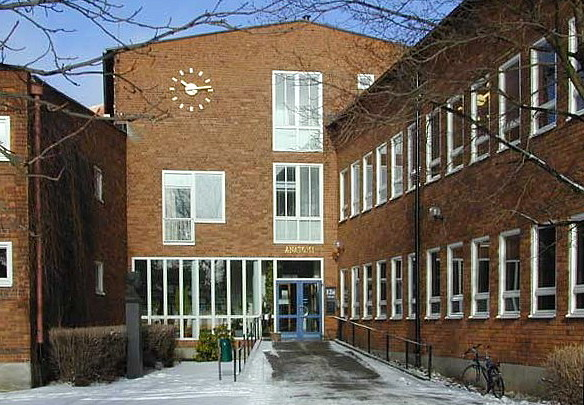
Huvudingången 1999 då byggnaden kallades "Anatomen".
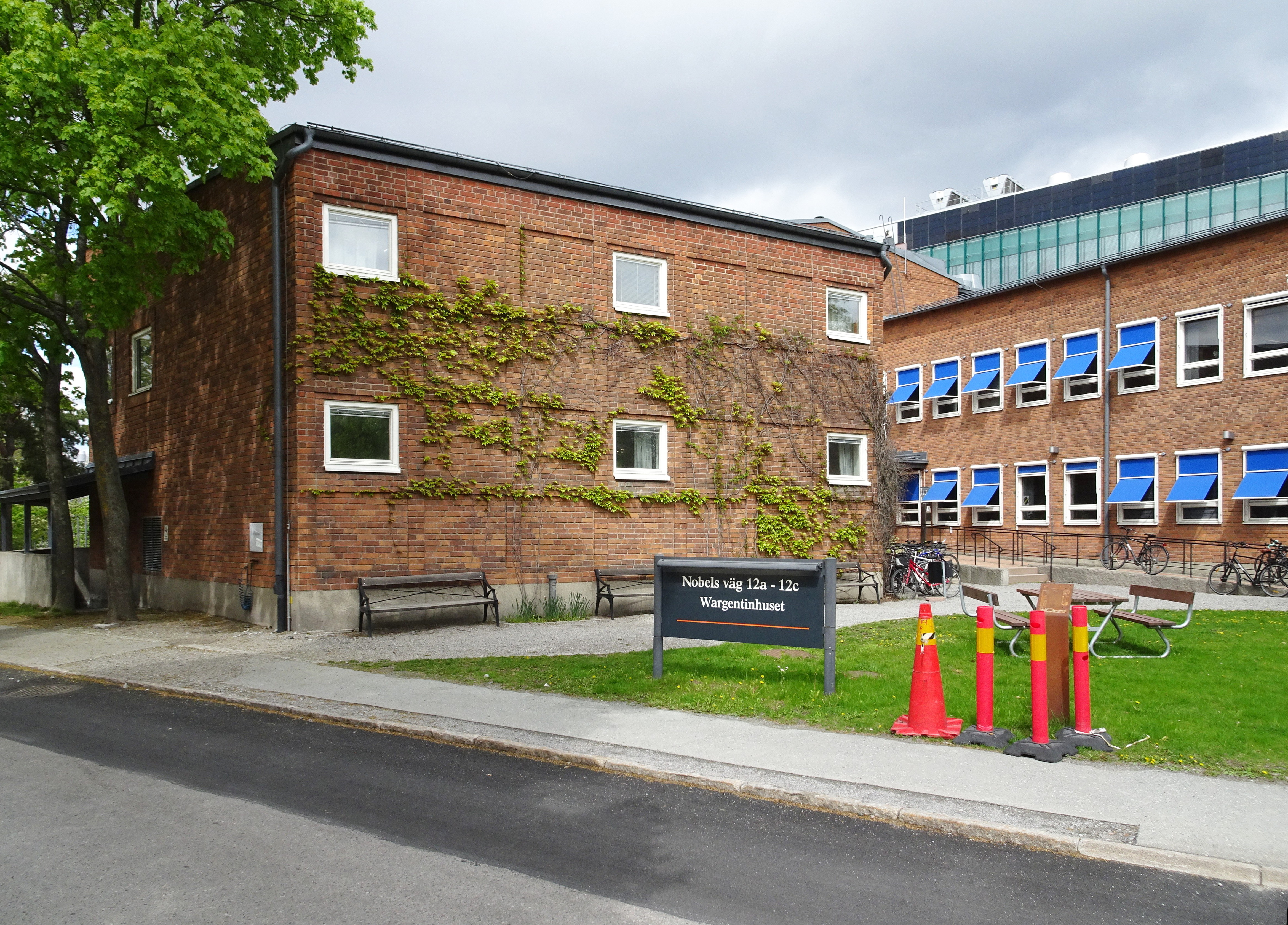
Hörsalsbyggnadens fasad mot öster.
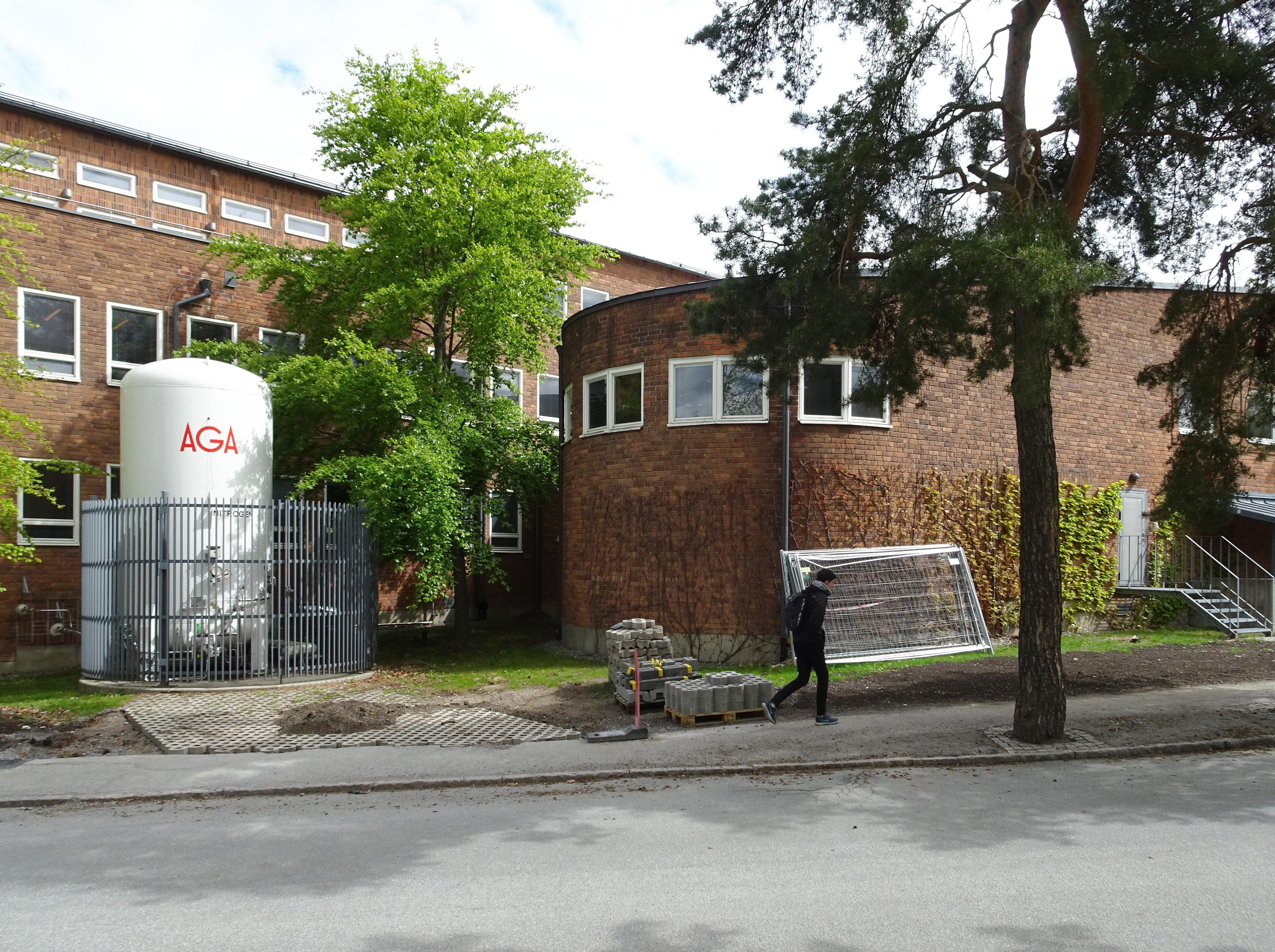
Hörsalsbyggnadens fasad mot väster.
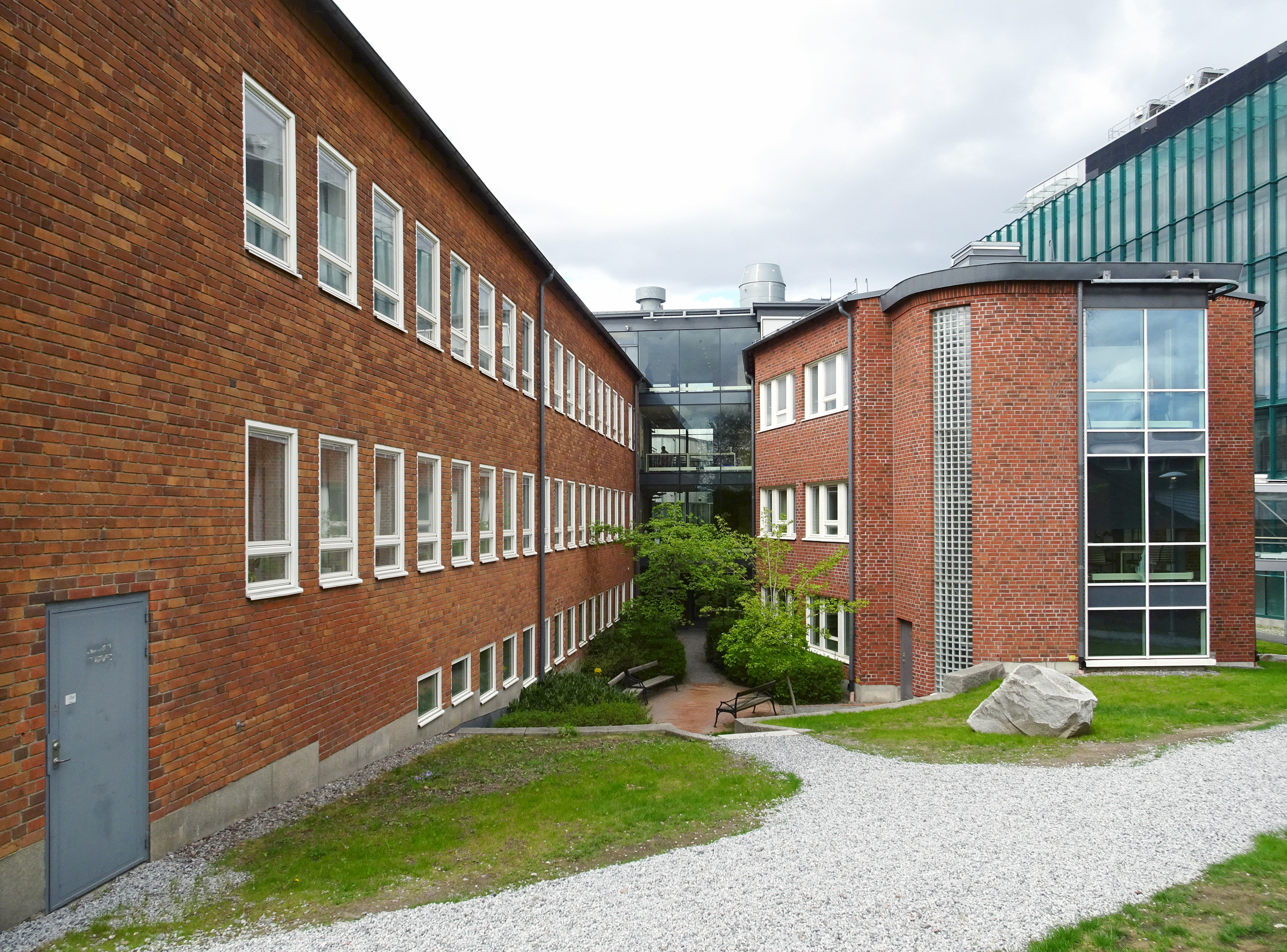
Huvudfasad mot norr med tillbyggnaden till höger.